# Kernkraftwerk Maanshan
Ma’anshan (chinesisch 馬鞍山發電廠, Pinyin Mǎ’ānshān Fādiànchǎng) war das dritte kommerzielle Kernkraftwerk (chinesisch 第三核能發電廠, Pinyin Dì Sān Hénéng Fādiànchǎng) Taiwans. Die Anlage befindet sich im Süden der Insel in der Gemeinde Hengchun direkt an der Küste (Nan Wan) in der Nähe des Kenting-Nationalparks und ist das einzige Kernkraftwerk im Süden Taiwans. Im Juli 2024 wurde Block 1 stillgelegt, seitdem war Ma-anshan 2 Taiwans letzter verbliebener Atomreaktor. Dieser wurde am 17. Mai 2025 wie geplant stillgelegt, damit vollzog das Land seinen Atomausstieg.
Die beiden Druckwasserreaktoren mit einer Bruttonennleistung von je 951 MW gingen 1984 beziehungsweise 1985 in Betrieb. Die Reaktoren wurden von Westinghouse gebaut. Es war das erste Kraftwerk in Taiwan mit Druckwasserreaktoren. Die Baukosten betrugen 94,7 Milliarden taiwanische Dollar.
Andere Quellen berichten von veranschlagten Kosten von 1,19 Milliarden Dollar und letztlich 3,25 Milliarden Dollar.
Der radioaktive Abfall wird zunächst auf dem Fabrikgelände gelagert. Es besteht eine Lagerkapazität für Brennstäbe aus 40 Betriebsjahren.

## Unfälle
Am 9. Februar 1999 fuhr ein Lastwagen, der Brennstäbe für das Kernkraftwerk transportierte, in ein Haus.
Am 18. März 2001 setzten ungünstige Witterungsverhältnisse die externen Stromanbindungen außer Betrieb. Die Notstrom-Dieselgeneratoren des einen Reaktorblocks fuhren nach der Schnellabschaltung zwar hoch, jedoch legte ein Erdschluss die Notstrom-Schiene A lahm, und der dabei entstandene Lichtbogen beschädigte auch die Notstrom-Schiene B, was einen Brand auslöste. Es gab nun noch einen sogenannten „Swing-Diesel“, der für den Notstand beider Blöcke bereitstand. Dieser musste jedoch zuerst startbereit gemacht werden, was rund zwei Stunden beanspruchte. Die Abfuhr der Nachzerfallswärme während dieser Zeit besorgte eine ähnliche eigendampfgetriebene Pumpe, wie sie auch in den drei Unfall-Blöcken im KKW Fukushima nach dem Tsunami noch eine Weile funktionierte. Dieser sogenannte „Station Blackout“ von Ma-anshan erhielt keine INES-Einstufung, weil Taiwan nicht Mitglied bei der IAEO war.

## Nebenwirkungen
Die Reaktoren liegen direkt am Meer, weshalb das Kühlwasser direkt dorthin zurückgeleitet wird. Es wird berichtet, dass das erwärmte Kühlwasser zur Korallenbleiche beiträgt.

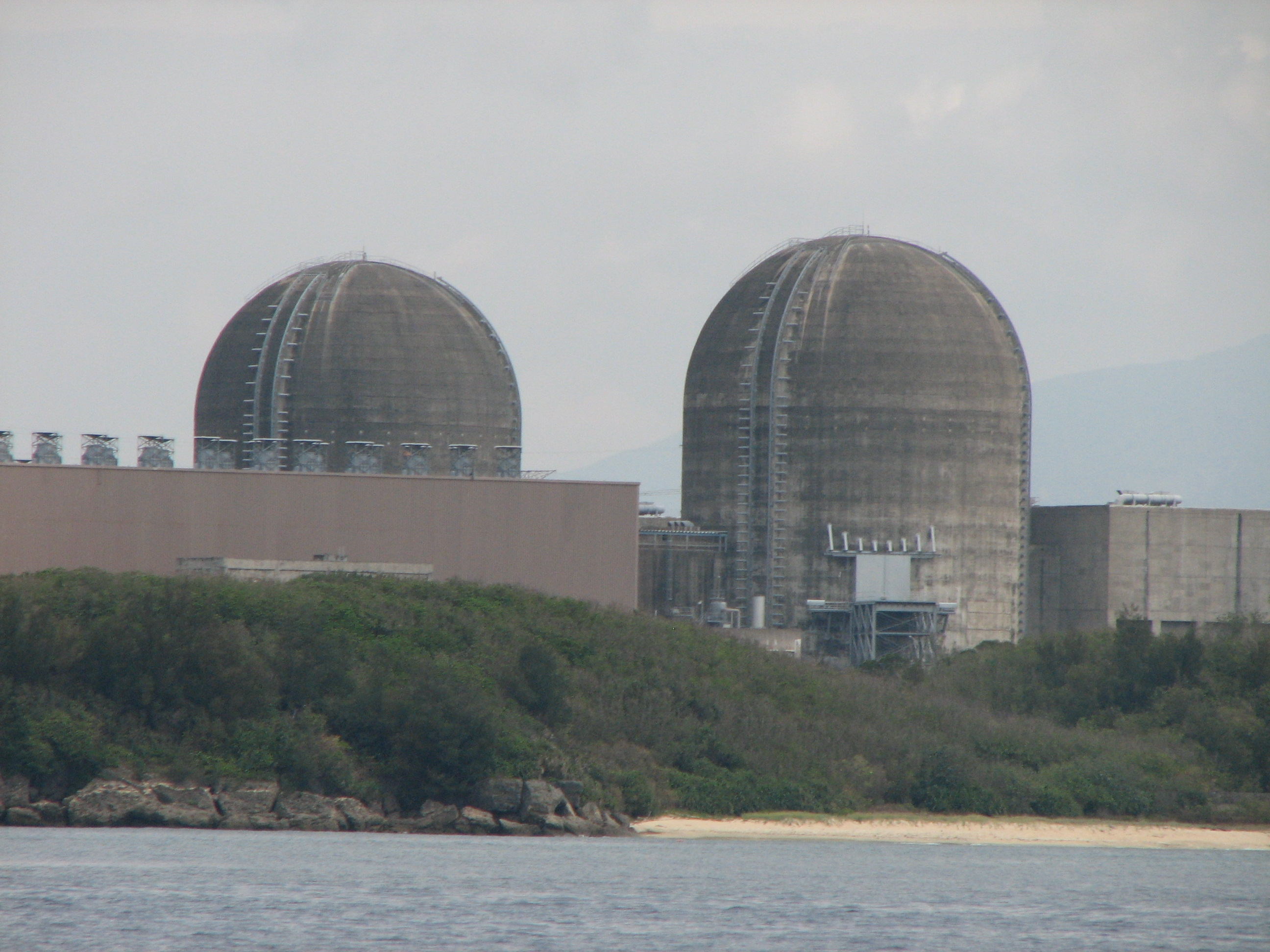
Das Kernkraftwerk
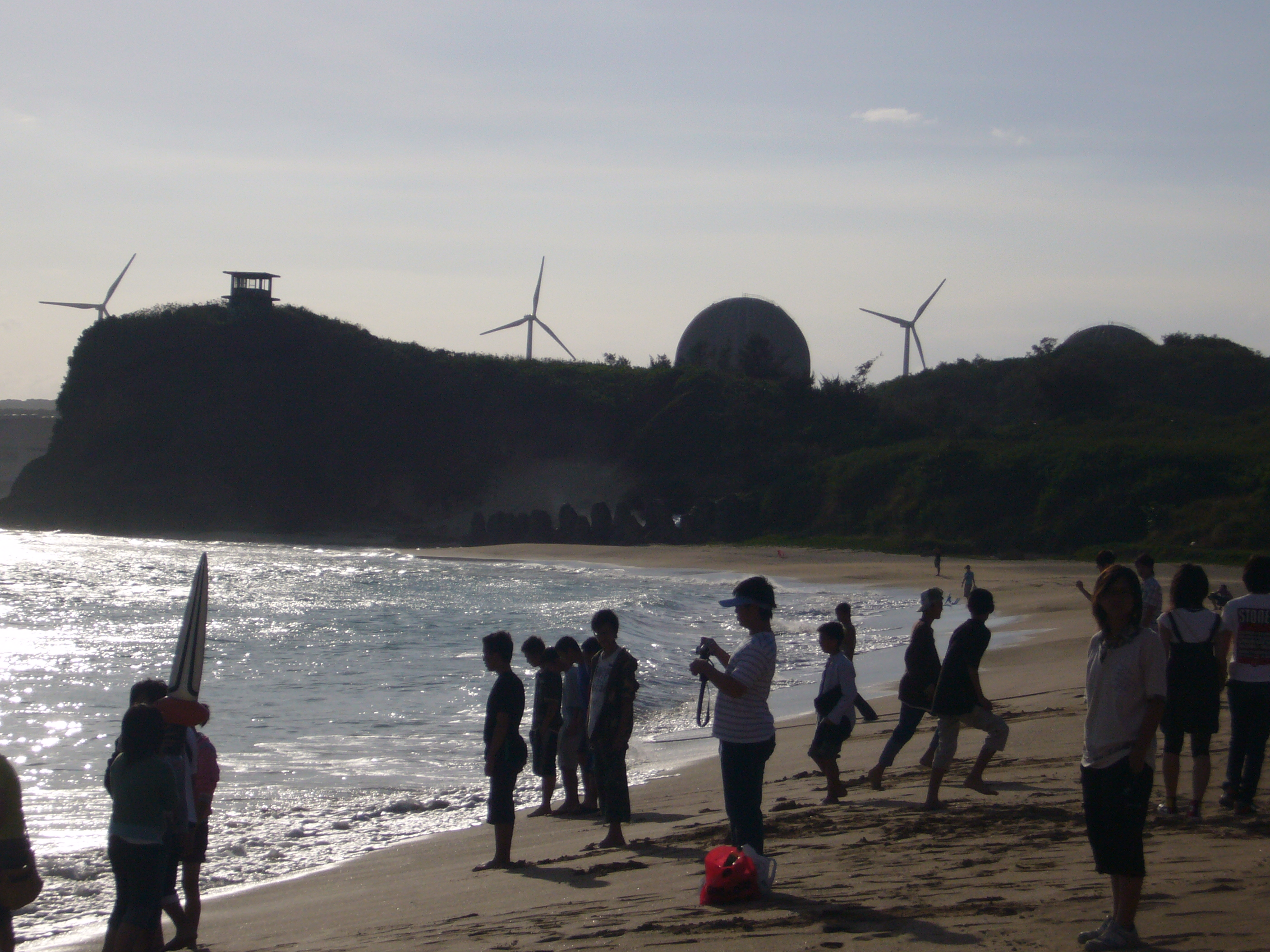
Das Kernkraftwerk von einem Urlaubsstrand aus

## Daten der Reaktorblöcke
Das Kernkraftwerk Ma’anshan hat zwei Blöcke:
| Reaktorblock | Reaktortyp         | Netto- leistung | Brutto- leistung | Baubeginn  | Netzsyn- chronisation | Kommer- zieller Betrieb | Abschal- tung |
| ------------ | ------------------ | --------------- | ---------------- | ---------- | --------------------- | ----------------------- | ------------- |
| Ma-anshan-1  | Druckwasserreaktor | 926 MW          | 951 MW           | 21.08.1978 | 09.05.1984            | 27.07.1984              | 28.07.2024    |
| Ma-anshan-2  | Druckwasserreaktor | 928 MW          | 951 MW           | 21.02.1979 | 25.02.1985            | 18.05.1985              | 17.05.2025    |